# Авлида
Авлида (на старогръцки: Αυλίς, Авлис, на гръцки: Αυλίδα) е древногръцки пристанищен град в Беотия. Там, според Илиада се събрала ахейската флота преди да тръгне за Троя. В древни времена Авлида представлявала неголямо селище, в което имало светилище на Артемида.
„Ифигения в Авлида“ e трагедия от Еврипид. Описва принасянето в жертва на Ифигения от баща ѝ Агамемнон. По време на жертвоприношението изпод олтара изпълзяла змия, изкачила се на дърво и там удушила 8 малки врабчета и майка им и после се превърнала в камък. Калхант направил извода, че предстоящата война ще продължи 9 години и на десета ще завърши с превземането на Троя.